# لوئیس هاموند ریمنود
لوئیس هاموند ریمنود (انگلیسی: Louise Hammond Raymond؛ زاده ۲۹ دسامبر ۱۸۸۶ درگذشته ۱ اوت ۱۹۹۱) یک تنیس‌باز اهل ایالات متحده آمریکا بود.